# Chiesa di Santa Croce (Codrongianos)
La chiesa di Santa Croce è un edificio religioso ubicato nella parte bassa di Codrongianos, centro abitato della Sardegna settentrionale, parte dell'arcidiocesi di Sassari.

## Storia e descrizione
Il semplice interno conserva, tra altre opere, una tela con la Deposizione con San Gavino e altri Santi, opera del primo Seicento del fiorentino Baccio Gorini, che mostra un tono patetico ed elementi neomanieristi.

## Altri progetti

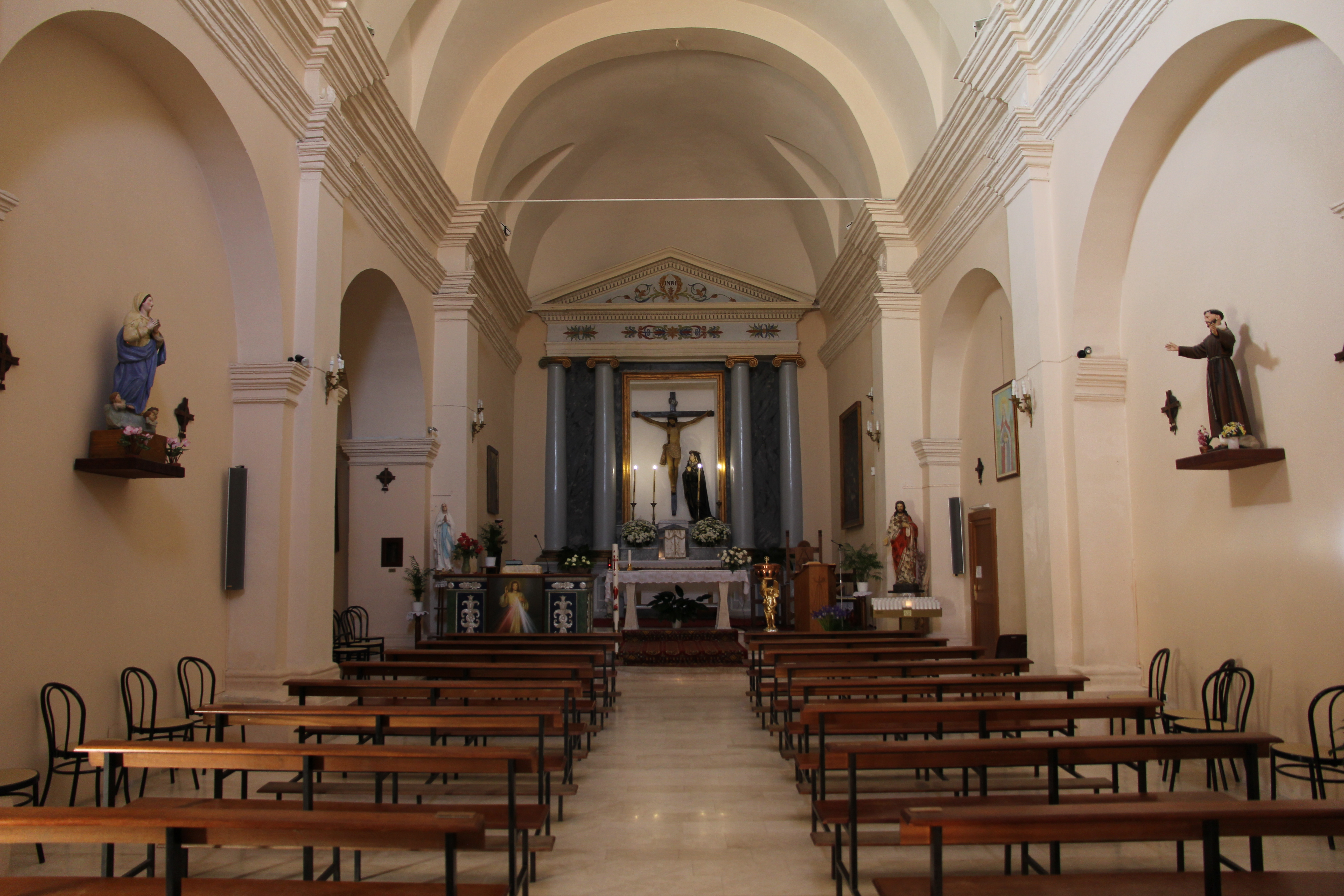